# Jorge Joaquim Messa Vulande
Mavo, właśc. Jorge Joaquim Messa Vulande (ur. 4 października 1971) – mozambicki piłkarz grający na pozycji pomocnika.

## Kariera klubowa
W swojej karierze piłkarskiej Mavo grał w takich klubach jak: Ferroviário Beira, Ferroviário Maputo, CD Costa do Sol, GD Maputo, CD Chingale i HCB Songo, w którym w 2010 roku zakończył karierę.

## Kariera reprezentacyjna
W reprezentacji Mozambiku Mavo zadebiutował w 1996 roku. W tamtym roku powołano go do kadry na Puchar Narodów Afryki 1996, jednak nie rozegrał na tym turnieju żadnego meczu. W 1998 roku był w kadrze Mozambiku na Puchar Narodów Afryki 1998. Na nim rozegrał trzy mecze: z Egiptem (0:2), z Marokiem (0:3) i z Zambią (1:3). W kadrze narodowej grał do 2003 roku.